# Bolitoglossa centenorum
Bolitoglossa centenorum es una especie de salamandra de la familia Plethodontidae.
Es endémica de Guatemala; vive únicamente en los bosques nublados de la Cordillera de los Cuchumatanes en el departamento de Huehuetenango.